# Loc-Eguiner-Saint-Thégonnec

Loc-Eguiner-Saint-Thégonnec este o comună în departamentul Finistère, Franța. În 1 ianuarie 2018 avea o populație de 320 de locuitori.